# Acueducto de Algeciras
El acueducto de Algeciras, conocido localmente como Los Arcos, es una de las construcciones civiles más importantes de las que se realizaron en la ciudad española de Algeciras durante sus primeros dos siglos de existencia. Numerosos libros de texto, diccionarios y guías de viaje nombran esta construcción en su entrada sobre Algeciras como acueducto romano o árabe aunque fue construido en el siglo XVIII. La imagen de la ciudad desde las sierras próximas, con los arcos en primer término y Gibraltar de fondo es una de las postales más repetidas de la ciudad pudiéndose encontrar decenas de grabados con esa imagen, principalmente durante los siglos XVIII y XIX.

## Historia
La necesidad de llevar agua potable a la ciudad desde las sierras próximas fue un tema de notable interés a finales del siglo XVIII pues aunque el Río de la Miel y numerosos pozos de patios particulares abastecían a gran parte de la población el crecimiento de la ciudad hizo necesaria la creación de fuentes públicas.
Para financiar la construcción de un acueducto que transportara agua desde la aldea de El Cobre hasta el centro de la ciudad el Consejo de Castilla concedió licencia al ayuntamiento de la ciudad para gravar con impuestos la venta de vino y vinagre mediante la Real Provisión de 4 de julio de 1769. Este impuesto comenzó a cobrarse el primer día del año 1777, comenzando las obras del nuevo acueducto en 1777 y acabando en 1783.
Según el proyecto inicial de la obra el acueducto constaría de un único tramo, el más cercano a la ciudad, en la barriada de La Bajadilla y hoy casi desaparecido debido a la gran cantidad de edificaciones que se le han adosado. La conducción de agua desde el manantial de origen hasta ese primer tramo de acueducto sería subterránea y transcurriría bajo la actual barriada de El Cobre. 
El arquitecto encargado del proyecto fue Pablo Casaus y las obras fueron dirigidas por el maestro alarife Pablo Díaz bajo la inspección del maestro fontanero Antonio Ruiz Florindo que acababa de terminar una construcción similar en Puerto Real. El acueducto de La Bajadilla estaba formado por una serie de arcos de medio punto de piedra y ladrillo sin contrafuertes. La altura de la construcción era variable y dependiente del terreno llegándose a alcanzar en los arcos mayores de la Bajadilla la máxima altura en unos 20 metros. Los contrafuertes fueron construidos en 1785 a petición del maestro fontanero Florindo para asegurar los tramos de mayor altura, estos contrafuertes se alternan cada tres arcos, entre ellos quedan los pilares originales de planta cuadrada.

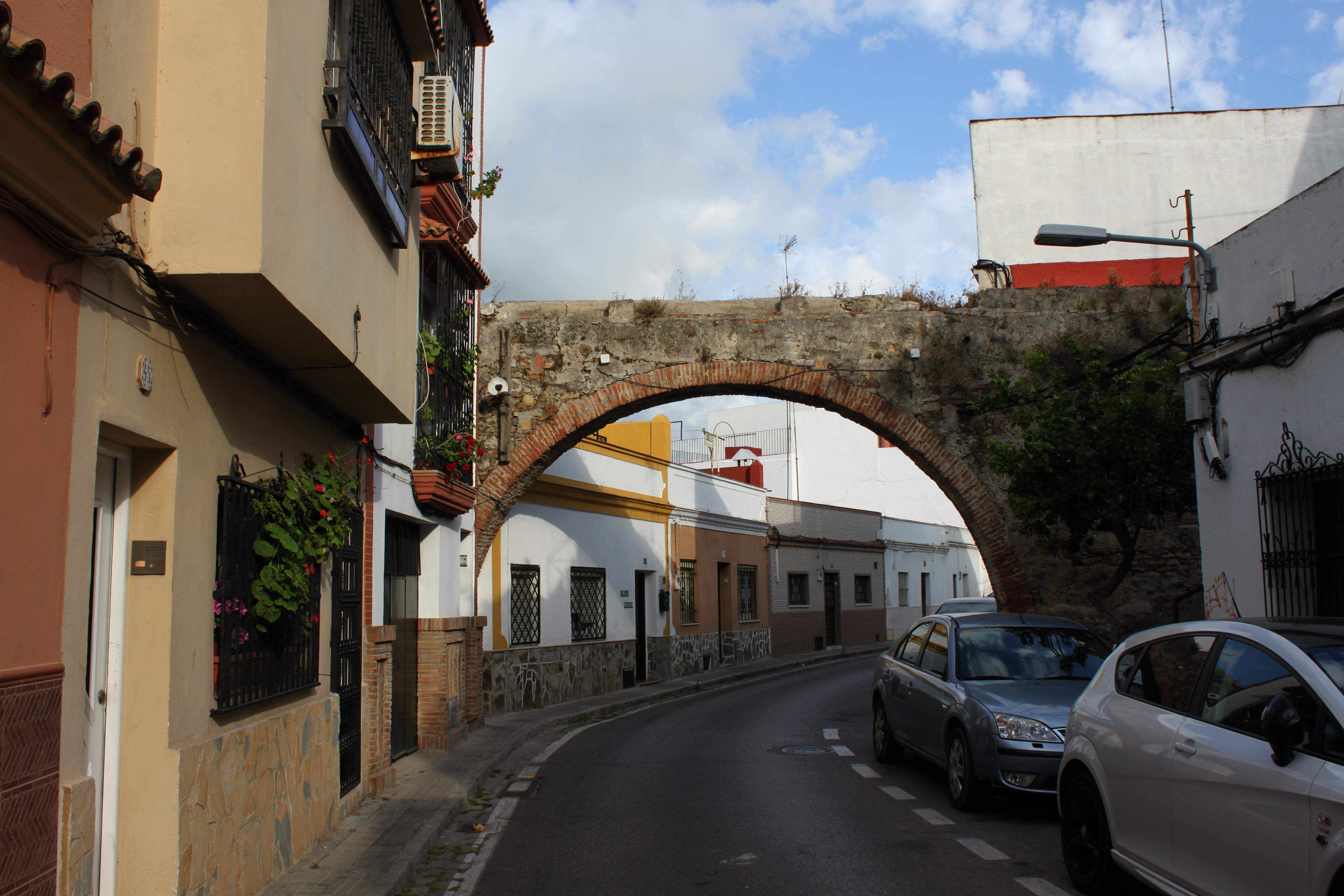
Arcada del acueducto en la calle San Vicente de Paul.

Al poco tiempo de su inauguración los propios arquitectos de la obra pusieron de manifiesto la necesidad de levantar un segundo tramo que salvara el desnivel del terreno a la altura de El Cobre. Este desnivel hacía que la presión del agua reventara habitualmente las conducciones subterráneas, que debían ser reparadas continuamente. A pesar de esta recomendación las obras del segundo tramo, conocido actualmente como Arcos de El Cobre, no comenzaron hasta 1841 terminando en 1845. Los arcos de El Cobre eran de menor altura que los construidos el siglo anterior y llevaron adosados contrafuertes desde el momento de su construcción.

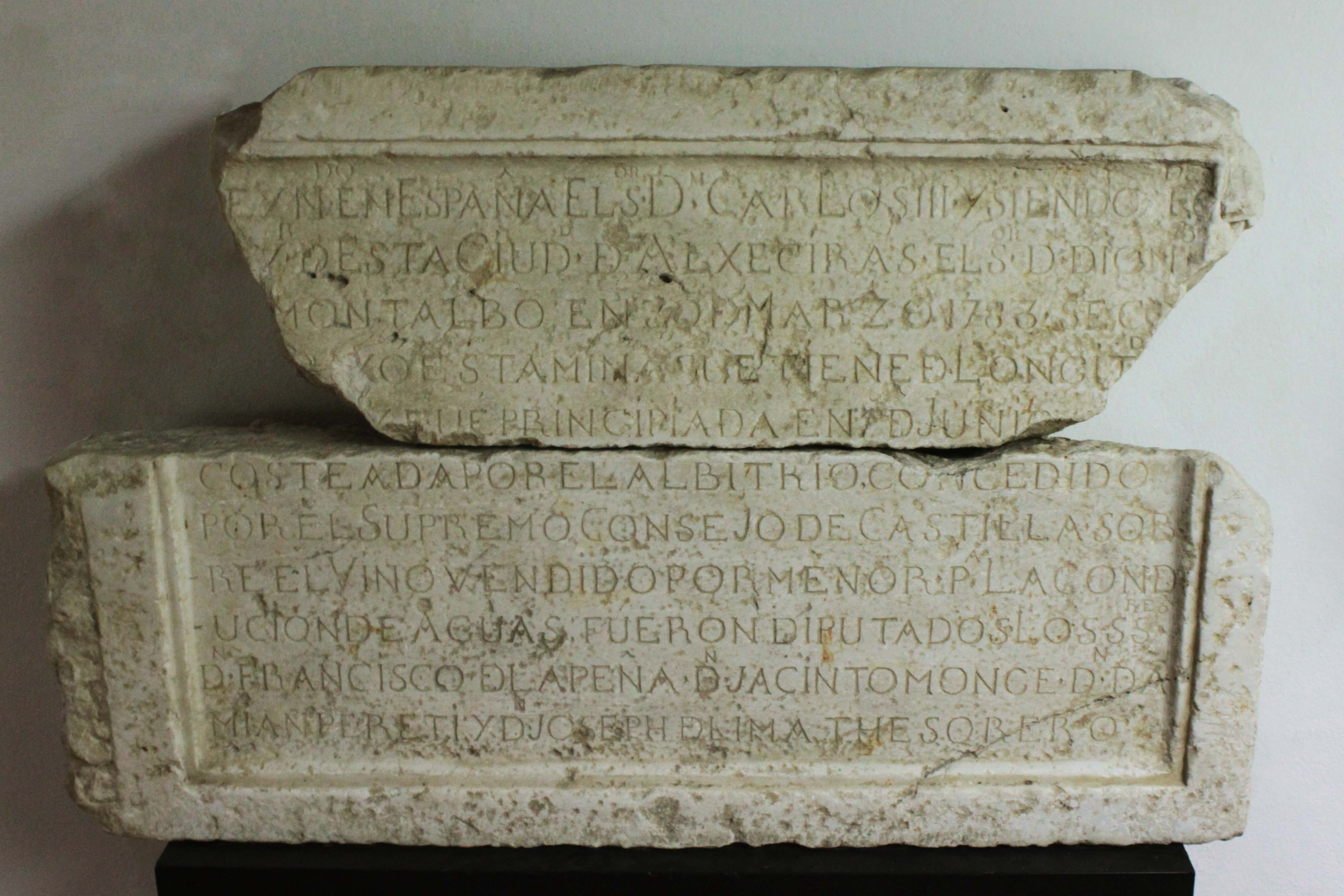
Lápida conmemorativa de la construcción del acueducto situada en la Fuente Nueva tras su construcción. Actualmente depositada en el museo municipal de Algeciras.

Este acueducto transportaba agua de Las Minillas (un nacimiento de agua de una sierra próxima) hasta cinco fuentes diseminadas por la ciudad, la Fuente Nueva, las dos fuentes de la Plaza Alta, una fuente de la Plaza Baja y una cerca de la desembocadura del río en la Acera de la Marina. La primera de estas fuentes, la Fuente Nueva, fue inaugurada nada más terminado de construir el tramo de acueducto de La Bajadilla en 1783 mientras que el resto de las fuentes fueron construidas a lo largo de los primeros años de funcionamiento del suministro conforme se iban construyendo conducciones subterráneas bajo en núcleo urbano de la ciudad.
Actualmente se conserva en relativo buen estado el tramo de El Cobre, que además ha sido restaurado e integrado en su entorno como zona verde. El tramo de La Bajadilla, sin embargo, se desplomó en gran parte de su longitud en los años 1960 y los pocos arcos que quedaron en pie fueron absorbidos por diversas construcciones, quedando incorporados a ellas. Queda en pie un tramo con cuatro arcos en la Avenida Aguamarina que, tras la demolición en 2008 de algunos garajes construidos por particulares, fue restaurado e integrado en el entorno en 2008.